# 늦게 피는 해바라기
《늦게 피는 해바라기~나의 인생, 리뉴얼~》(일본어: 遅咲きのヒマワリ〜ボクの人生、リニューアル〜)은 2012년 10월 23일부터 12월 25일까지 후지 TV 계열의 화요 21시(캇쿠) 시간대에서 방송된 일본의 텔레비전 드라마이다.
주연을 맡은 이쿠타 토마는 이 작품이 골든 타임 시간대 연속 드라마 첫 단독 주연작으로, 고치현의 시만토강를 무대로 한 청춘 군상극이다.
캐치프레이즈는, 〈우리들의 가치는, 무엇입니까.〉.

## 스토리
대학 졸업 후, 파견 사원을 계속해 온 코다이라 죠타로는 파견처에서 계약 종료를 전해들어 연인과도 서로의 기분이 엇갈려 헤어진다. 그럴 때, 시만토시가 임시 직원의 지역 부흥 협력 대원을 모집하고 있는 것을 알게 된다. 대학에서 연구의를 계속하는 니카이도는 교수로부터 출신지에 있는 시만토 중앙 시민 병원에 부임하는 것을 권유받는다. 각각의 사정으로 시만토 시로 향하는 죠타로와는 고치까지 같은 비행기에 함께 탄다. 고령자의 병원에의 송영 등의 일상 업무에 힘쓰는 죠타로는, 어느 밤, 이웃이며, 저녁 식사에 초대하는 등 환영해 준, 독신 생활의 오오무라가 자택의 거실에서 넘어져 있는 것을 발견해, 병원에 옮긴다. 당직을 하고 있던 카호리는 구명 조치를 실시하지만, 오오무라는 살아나지 않았다. 죠타로는, 단순한 보조 업무라고 생각한 자신의 일이, 생명으로 연결되는 일인 것을 안다.

## 출연

### 주요 인물
코다이라 죠타로 (28) - 이쿠타 토마
도쿄도의 사립 대학 졸업. 도쿄에서 6년간 회사생활후, 시만토시 지역부흥회에 3년 계약직으로 오게 됨.
니카이도 카호리 (28) - 마키 요코
죠타로와 마찬가지로, 도쿄 도의 사립 대학 졸업. 의사. 암 연구를 하고 있다.
후지이 준이치 (30) - 키리타니 켄타
수학 여행 이외에는, 시코쿠를 나와본 적이 없는 인물. 철물점집 아들이면서, 상점가 부흥회를 살릴려고 노력.
모리시타 아야카 (30) - 카시이 유우
카호리의 근무지 병원의 간호사.
마츠모토 히로키 (28) - 에모토 타스쿠
카호리의 고교시절 동급생. 공립 진학교의 야구부였을 때 코시엔 현 예선 결승까지 갔다. 현재는 카호리가 있는 병원의 재활치료사로 근무.
이마이 하루나 (25) - 키무라 후미노
시의원의 딸. 부모와 떨어져 본 것은 고치시에서 전문대를 다닌 2년이 전부. 현재 부동산 소개소에서 일함.
시마다 사요리 (30) - 쿠니나카 료코
카호리의 친언니. 남편은 은행원이다.

### 시만토 시청
쿠사카 테츠야 (45) - 마츠시게 유타카
지역 부흥과 과장. 죠타로의 상사. 주민은 매우 좁은 지역에서 살고 있기 때문에, 좋은 소문도 나쁜 소문도 곧바로 퍼져 버리므로 조심하라며 죠타로에게 이야기한다.

### 시만토 중앙 시민 병원
아오야마 카오루 - 타구치 준노스케 (KAT-TUN)
간호사.
후지타 료코 - 사쿠라이 히카리
신인 간호사.
키노시타 카즈마 - 아라키 마코토
이학요법사.

### 니카이도가(家)
니카이도 류조 (58) - 사토이 켄타

니카이도 토키코 - 아사카 마유미

니카이도 히사시 (35) - 야시바 토시히로

니카이도 메이 (8) - 이하라 료카

니카이도 유이 (5) - 타카시마 코토하

### 후지이가(家)
후지이 토시오 - 시마다 큐사쿠
준이치의 부친.

### 시만토 시민
오오무라 이쿠코 - 바이쇼 미츠코 (제1화)
집 앞에 화단을 만들어 아이처럼 귀여워하고 있다. 심장에 지병이 있어, 죠타로가 넘어져 있는 것을 발견해 병원에 데려 가지만 타계한다.
오코우치 킨지 - 미키 커티스
목욕탕에서 넘어져, 농사일을 할 수 없는 상태가 되어, 걸을 수 있게 되려면 재활훈련이 필요하지만 그것을 거절하고 있다.
이치카와 요시코 - 사카가미 카즈코

야마시타 켄지 - 이토 코쥰

이노우에 사치코 - 오누키 카에

토요타 쥰코 - 시마 히로코

### 코다이라가(家)
코다이라 마사카츠 - 호타루 유키지로
죠타로의 부친.
코다이라 유코 - 카토 카즈코
죠타로의 모친. 우츠노미야 거주.
코다이라 케타로 - 이쿠타 류세이 (후지 TV 아나운서)
시청에 근무하며 아내와 아이가 있다. 형인 죠타로에 비해 견실한 생활을 하고 있다. 최근, 부모와 동거를 시작했다.

### 그 외
오카지마 - 나카마루 신쇼
도쿄 의료 과학 대학 암 연구 센터 교수. 카호리의 상사.

### 게스트
사에코 - 오오츠카 치히로 (제1화)
죠타로의 여자 친구. 장래가 안보이는 죠타로에게 정나미가 떨어져, 일방적으로 이별을 고해 동거하고 있던 집을 나간다.
마츠우라 토오루 - 오카다 코키 (제4 ~ 6·8화)
하루나의 전 남자 친구.
마츠우라 미스즈 - 나가사와 츠구미 (제6·8화)
토오루의 처.
우메모토 히로유키 - 슈쿠가와 아톰 (제7화)
우메모토 덴탈 클리닉 원장. 하루나의 맞선 상대.

## 스태프
- 각본 - 하시베 아츠코
- 음악 - 카이다 쇼고
- 연출 - 이시카와 준이치, 우에다 야스시
- 프로듀서 - 나리카와 히로아키, 코바야시 츄, 에모리 히로코
- 제작 - 후지 TV
- 제작 저작 - 쿄도 TV

## 주제가
- Mr.Children 〈상투구〉 (토이즈 팩토리)

## 오프닝 곡
- MONGOL800 〈당신에게〉를 이쿠타 등 주요 캐스트 7명이 노래하고 있다. CD화의 예정은 없음[1].

## 방송 일자
| 각 화                                                      | 방송일           | 부제                                                  | 연출            | 시청률 |
| ---------------------------------------------------------- | ---------------- | ----------------------------------------------------- | --------------- | ------ |
| 제1화                                                      | 2012년 10월 23일 | 30살 눈앞. 나의 인생 다시 시작할 수 있습니까?         | 이시카와 준이치 | 13.5%  |
| 제2화                                                      | 2012년 10월 30일 | 나의 인생, 꽃 피는 순간은 있습니까?                   | 이시카와 준이치 | 9.9%   |
| 제3화                                                      | 2012년 11월 6일  | 사랑을 시작하는데, 이유가 필요합니까?                 | 우에다 야스시   | 8.0%   |
| 제4화                                                      | 2012년 11월 13일 | 소중한 사람의 기분, 알고 있습니까?                    | 우에다 야스시   | 8.9%   |
| 제5화                                                      | 2012년 11월 20일 | 필사적으로 노력하는 것은 보기 꼴사납습니까?           | 이시카와 준이치 | 9.3%   |
| 제6화                                                      | 2012년 11월 27일 | 사랑도 인생도 대답이 발견됩니까?                      | 이시카와 준이치 | 8.6%   |
| 제7화                                                      | 2012년 12월 4일  | 누군가를 생각하는 기분, 계속 가지고 있습니까?         | 우에다 야스시   | 7.8%   |
| 제8화                                                      | 2012년 12월 11일 | 기분을 전하면, 무엇인가가 바뀐다고 생각하지 않습니까? | 이시카와 준이치 | 9.0%   |
| 제9화                                                      | 2012년 12월 18일 | 자신이 해야 할 일은 처음부터 눈앞에 없습니까?         | 우에다 야스시   | 8.7%   |
| 최종화                                                     | 2012년 12월 25일 | 자신답게 필 수 있는 날이 온다는 것, 믿고 있습니까?    | 이시카와 준이치 | 7.6%   |
| 평균 시청률 9.2% (시청률은 칸토 지구·비디오 리서치사 조사) |                  |                                                       |                 |        |

- 첫회는 15분 확대 (21:00 ~ 22:09).